# Teodoro González de León
Teodoro González de León (Città del Messico, 29 maggio 1926 – 16 settembre 2016) è stato un architetto e pittore messicano, autore di numerose opere e spazi contemporanei della sua città.

## Biografia

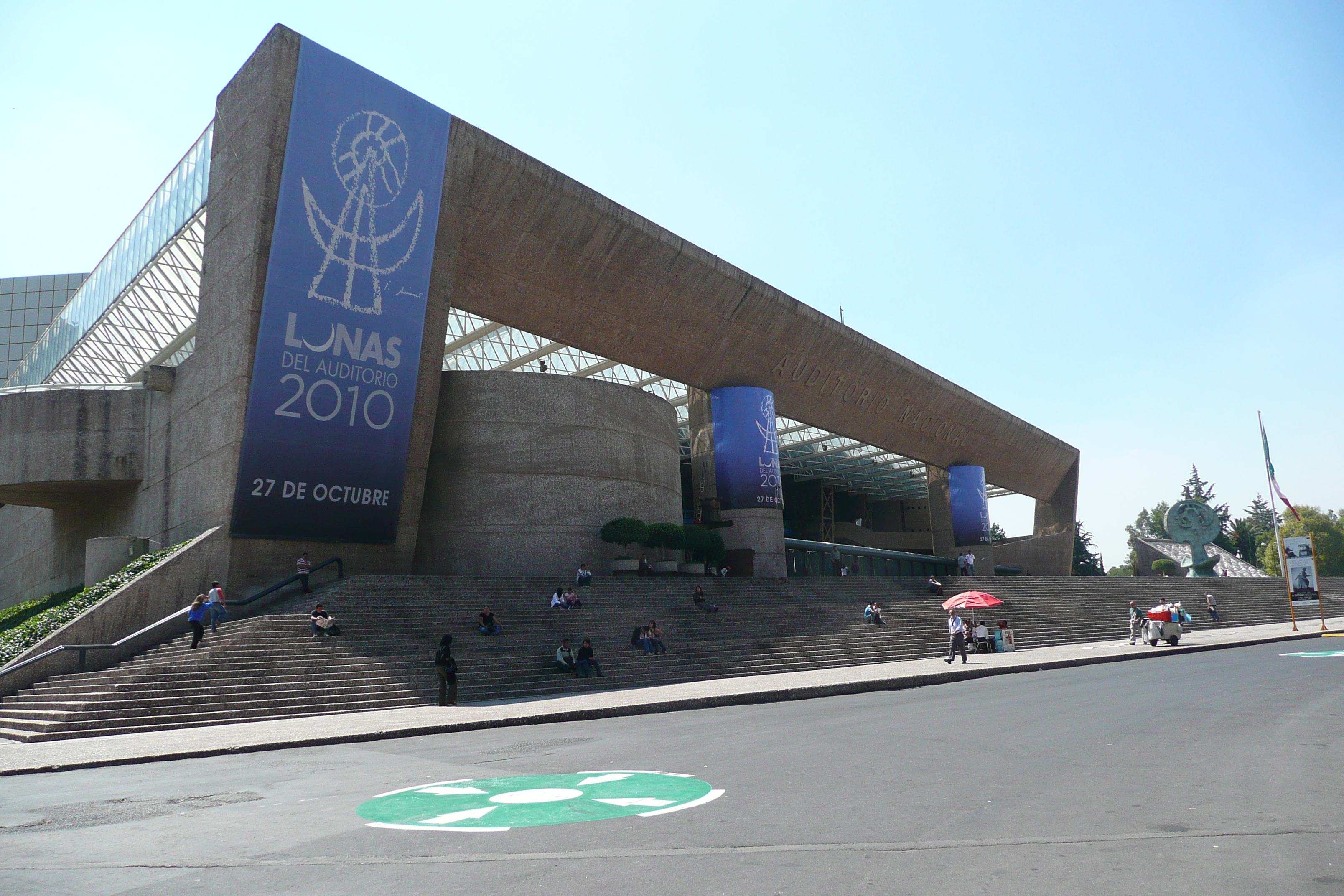
L'auditorio Nacional di Città del Messico (insieme con Zabludovsky)

Ha studiato presso la Scuola nazionale di architettura dell'Università nazionale autonoma del Messico. Dal 1942 al 1947 ha lavorato con Carlos Obregón Santacilia, Carlos Lazo e Mario Pani. Ha partecipato al progetto della Città Universitaria dell'UNAM insieme a Enrique Molinar e Armando Franco.
Grazie ad una borsa di studio del governo francese, ha trascorso 18 mesi nello studio di Le Corbusier, dal 1947, dove ha lavorato anche all'Unité d'Habitation a Marsiglia.
La maggior parte del suo lavoro è concentrato a Città del Messico, da decenni in collaborazione con Abraham Zabludovsky (1924-2003), in importanti progetti per la società.
Architetto di fama internazionale è stato coerente con una visione ampia del Movimento Moderno, convinto della bellezza dell'astrazione. Autore di molte opere di grandi dimensioni, celebre per l'utilizzo di blocchi di cemento scolpito di stampo minimalista nel quale impose un marchio evidente, alcuni definendolo brutalista.
Fondatore di una corrente di pensiero architettonico utilizzato in Messico sulla base di onestà materiale, semplicità nella composizione e di astrazione. I suoi lavori si ispirano e citano spesso i grandi esempi dell'architettura pre-ispanica conservate nei siti di Teotihuacan e di Monte Albán.
È stato sposato con la poetessa e traduttrice Ulalume González de León, con la quale ha avuto tre figli.

## Premi e riconoscimenti

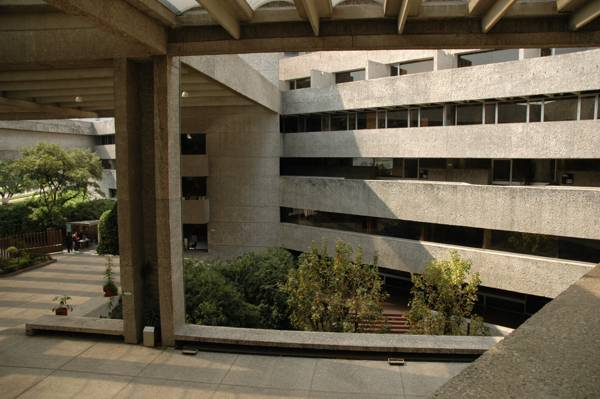
Cemex

- Illustre accademico dell'Academia Nacional de Arquitectura della Sociedad de Arquitectos Mexicanos nel 1978.
- Premio Nazionale di Arte assegnato dal governo federale del Messico nel 1982.[2]
- Membro onorario dell'American Institute of Architects nel 1983.
- Membro dell'Accademia delle Arti del Messico dal 1984.
- Gran Premio Latinoamericano alla biennale di architettura di Buenos Aires nel 1989.
- Membro del Colegio Nacional dal 28 ottobre 1989.
- Gran Premio dell'International Academy of Architecture nella V e VII biennale di Sofia (Bulgaria), nel 1989 e nel 1994.
- Gran Premio della II Bienal Internacional de Arquitectura del Brasile nel 1994.
- Laurea honoris causa dall'UNAM nel 2001.
- Premio Mario Pani Darqui, assegnato dall'Universidad Anáhuac nel 2004.
- Premio Obras Cemex alla carriera nel 2005.
- Medaglia d'oro dall'Unione internazionale degli architetti nel 2008.[3]